# Dinka (DJ)
Dinka (nascida como Tamara Hunkeler em 24 de junho; também conhecida como Tamara Maria Kler) é uma DJ suíça de Lucerne. Ela toca progressive house com elementos de world music, uma mistura que ela descreve como "dance music multicultural".
Após conhecer Above & Beyond, que gostaram de seu trabalho, Tamara assinou com a gravadora deles, a Anjunabeats. Ela também conseguiu um contrato com a A State of Trance, uma subsidiária da Armada Music, do DJ holandês Armin van Buuren. Em setembro de 2012, apareceu na segunda posição da parada Next Big Sound, da Billboard.
Seu nome artístico vem do povo Dinka do Sudão do Sul. Quando perguntada sobre a escolha, ela explicou:
| “ | Fiquei maravilhada com a sua história de luta pela sua cultura. E parecia ser certo começar a conectar continentes. Eu quero que as pessoas se conscientizem sobre tudo o que está acontecendo neste planeta. E, depois, que aceitem e compartilhem similaridades em vez de enlouquecer por causa de diferenças;. | ” |

## Discografia
Álbuns
- 2008 Temptation
- 2010 Hotel Summerville
- 2011 Tales of the Sun

### Singles / EPs
- 2007 "The Sin"
- 2007 "The Temptation"
- 2008 "Chemistry"
- 2008 "Wildfire"
- 2008 "Native"
- 2008 "Autumn Leaves" (com Chris Reece)
- 2008 "Asylum"
- 2009 "Temptation" (Vandit Records)
- 2009 "Canonball"
- 2009 "Green Leaf" (com Lizzie Curious)
- 2009 "Civilisation / Zero Altitute"
- 2009 "Eyelash"
- 2009 "Elements"
- 2009 "Scarlet"
- 2010 "Elements - Remixes" (inkl. EDX Remix)
- 2010 "Soma Is Language" (com George F. Zimmer)
- 2010 "Some People Will Never Learn"
- 2010 "Aircraft"
- 2010 "Camouflage"
- 2010 "Hive"
- 2010 "Hive - The Remixes" (includes Stan Kolev Remix)
- 2010 "Violet"
- 2011 "Luminal" (com Stan Kolev)
- 2011 "Violet (The Remixes)"
- 2011 "On The Beach"
- 2011 "The Sleeping Beauty"
- 2011 "Reach For Me" (com Hadley & Danny Inzerillo)
- 2011 "SkyScraper"
- 2011 "White Christmas"
- 2012 Purple EP
- 2012 "Chariots" (com Leventina)
- 2012 Innocence EP
- 2012 "Lotus"
- 2012 "Radiate" (com Julie Thompson)
- 2012 Polarity EP
- 2012 "Inseparable" (com Angelika Vee)
- 2013 "Elements" (Reload 2013) mit Leventina
- 2013 "Closer"
- 2013 "Waterproof"
- 2014 "Not Okay"
- 2015 "Breath"
- 2015 "Ueberflieger" (com Atlantis Ocean)